# 432 a.C.
Il 432 a.C. (CDXXXII a.C. in numeri romani) è un anno  del V secolo a.C.

## Eventi
- Decreto ateniese a danno del commercio della città di Megara
- Battaglia di Potidea - Atene sconfigge Sparta, dando inizio alla guerra del Peloponneso
- Roma: 
  - Tribuni consolari Lucio Pinario Mamercino, Lucio Furio Medullino e Spurio Postumio Albo Regillense

## Nati
- Adimanto, nobile greco antico († 382 a.C.)